# Heinrich August von Holleuffer
Heinrich August von Holleuffer (* 20. Juni 1762 in Obernitzschka; † 28. September 1844 in Hohenlohe) war Domdechant und Prälat des Stifts Merseburg, Stifts- und Konsistorialrat sowie Besitzer mehrerer Rittergüter, darunter Obernitzschka, Deutzen und  Kühnitzsch; die Güter Benkendorf und Delitz am Berge erwarb er 1799 und verkaufte sie 1809.

## Leben
Er gehörte zum Adelsgeschlecht von Holleuffer. Seine Eltern waren Karl Friedrich von Holleuffer (1722–1780) und Charlotte Johanna, geborene von Krosigk (1738–1784), Tochter des Heinrich von Krosigk. Holleuffer erwarb am 29. August 1799 die Rittergüter Benkendorf und Delitz am Berge im heutigen Saalekreis. Der Kaufpreis betrug 89.250 Taler. Beider Güter verkaufte er am 2. März 1809 für 99.000 Taler an seinen Cousin, den preußischen Regierungsrat Dedo von Krosigk. Er war Präsident der Landstände. Holleuffer konnte seine Güter nicht halten und starb relativ mittellos.
Verheiratet war er seit 1790 mit Friederika Elisabeth Hedwig geb. von Wuthenau († 1837). Aus der Ehe ging der preußische Generalleutnant Karl Friedrich von Holleuffer (1804–1895) als Sohn hervor.

## Publikationen (Auswahl)
- Die nach Ausbruch des jetzigen Krieges mit hoechster landesherrlicher Genehmigung niedergesetzte Deputation der Staende des Stifts Merseburg war bishero bemuehet, nach Moeglichkeit die Last zu erleichtern, welche die Stellung der Pferde und Wagen zum Transport der Kaiserlich Franzoesischen und mit ihnen verbuendeten Truppen dem hiesigen Stifte verursachte [...], Merseburg 1807